# Infamia
Infamia ist eine polnische Dramaserie, die am 6. September 2023 weltweit auf Netflix veröffentlicht wurde.

## Inhalt
Die Serie folgt der 17-jährigen Gita Burano, einer Romni, die nach mehreren Jahren im Vereinigten Königreich mit ihrer Familie in ein polnisches Dorf zurückkehrt. Gita träumt davon, Hip-Hop-Musikerin zu werden, doch ihre konservative Familie und die traditionellen Werte ihrer Roma-Gemeinschaft stehen ihrem Wunsch entgegen. In der Schule muss sie sich mit Vorurteilen auseinandersetzen und entdeckt ihre Leidenschaft für Rap-Musik. Als sie sich verliebt, gerät sie in einen inneren Konflikt zwischen den Erwartungen ihrer Familie und ihrem eigenen Lebensweg. Die Situation spitzt sich zu, als ihr Vater aufgrund von Schulden eine Zwangsheirat für sie arrangieren will. Gita steht vor der Entscheidung, entweder den traditionellen Weg zu gehen oder für ihre Träume zu kämpfen.

## Produktion
Die Dreharbeiten fanden in Niederschlesien, Nowa Ruda und Wałbrzych, Maszkowice und in der Woiwodschaft Kleinpolen. Die Serie wurde am 6. September 2023 auf der Streaming-Plattform Netflix veröffentlicht.

## Besetzung und Synchronisation
Die deutschsprachige Synchronisation entstand nach den Dialogbuch von Tanja Paidar sowie unter der Dialogregie von Jakob Balogh durch die Synchronfirma Iyuno-SDI Group Germany GmbH.
| Rolle            | Schauspieler          | Synchronsprecher        |
| ---------------- | --------------------- | ----------------------- |
| Gita Burano      | Zofia Jastrzębska     | Leslie-Vanessa Lill     |
| Marko Burano     | Sebastian Lach        | Jochen Paletschek       |
| Viola Burano     | Magdalena Czerwińska  | Shandra Schadt          |
| Tagar            | Kamil Piotrowski      | Tobias John von Freyend |
| Onkel Stefan     | Artur Dziurman        | Stefan Lehnen           |
| Großmutter Tania | Wanda Ranii Kozłowska | Angelika Bender         |
| Tante Donka      | Bozena Paczkowska     | Michèle Tichawsky       |
| Orlando          | Konrad Eleryk         | Arne Hörmann            |
| Roman            | Manuel Dębicki        | Manuel Scheuernstuhl    |